# Green Springs (Ohio)
Pour les articles homonymes, voir Green Springs.
Green Springs est un village américain situé dans les comtés de Sandusky et de Seneca, dans l'Ohio. Selon le recensement de 2010, sa population est de 1 368 habitants.